# 羅森貝克河
51°23′20.0″N 6°53′51.5″E / 51.388889°N 6.897639°E

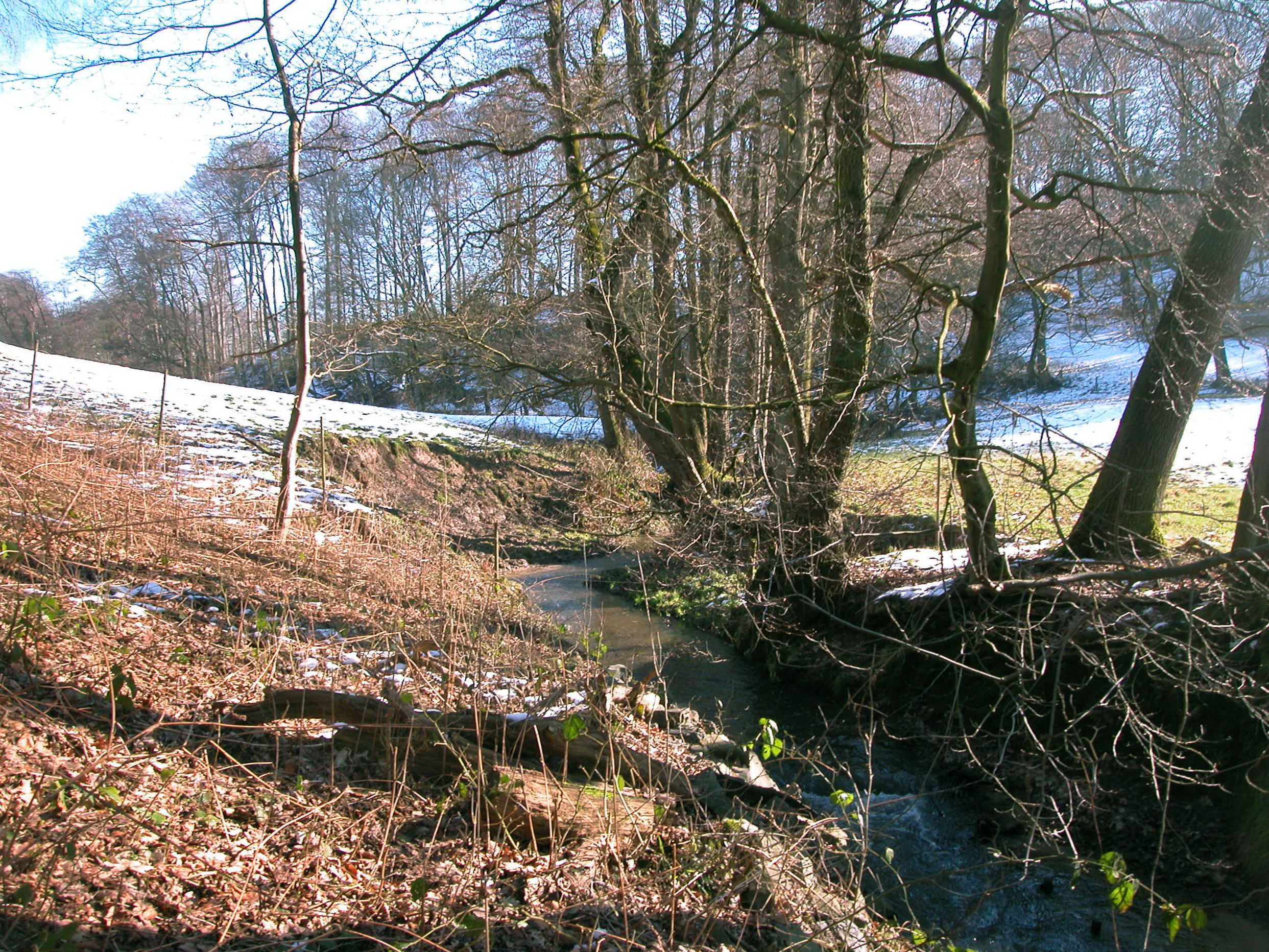

羅森貝克河（德語：Rossenbeck），是德國的河流，位於該國西部，處於北萊茵-威斯特法倫州，屬於魯爾河的右支流，河道全長4.1公里，流域面積7.1平方公里。